# 头台镇
头台镇，是中华人民共和国黑龙江省大庆市肇源县下辖的一个乡镇级行政单位。

## 行政区划
头台镇下辖以下地区：
头台村、团结村、七家子村、瓦房村、三合村、东大村、花尔村、劳动村、仁和堡村和革新村。